# 韦尔佩勒
韦尔佩勒（法語：Verpel，法語發音：[vɛʁpɛl]）是法国阿登省的一个市镇，属于武济耶区。

## 地理
韦尔佩勒（49°23'2"N, 4°56'0"E）面积15.25 平方千米，位于法国大東部大區阿登省，该省份为法国北部内陆省份，西接埃纳省，南至马恩省，东临默兹省，北与比利时接壤。
与韦尔佩勒接壤的市镇（或旧市镇、城区）包括：贝菲和勒莫尔托姆、布里克奈、比藏西、尚皮尼厄勒、伊梅库尔、泰诺尔格。

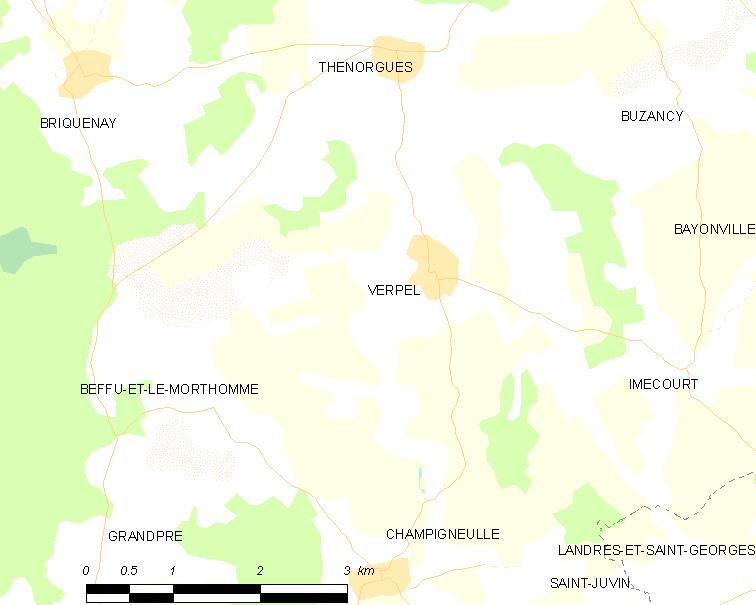
韦尔佩勒的OSM定位图

韦尔佩勒的时区为UTC+01:00、UTC+02:00（夏令时）。

## 行政
韦尔佩勒的邮政编码为08240，INSEE市镇编码为08470。

## 政治
韦尔佩勒所属的省级选区为武济耶县。

## 人口

1962-2008年间韦尔佩勒人口变化图示

韦尔佩勒于2022年1月1日时的人口数量为64人。